# Nikola Radulović
Pour les articles homonymes, voir Radulović.
Nikola Radulović, né le 26 avril 1973 à Zagreb (Croatie), est un ancien joueur de basket-ball croate naturalisé italien (2,07 m).

## Carrière
- 1992-1993 :  KK Zagreb (1er division)
- 1993-1995 :  Dona Zagreb (1er division)
- 1995-1997 :
- 1997-1998 :  KK Triglav (1er division)
- 1998-1999 :  Cibona Zagreb (1er division)
- 1999-2000 :  Sporting Athènes (ESAKE)
- 2000-2001 :  Nuovo Basket Napoli (LegA)
- 2001-2002 :  ASVEL Villeurbanne (Pro A)
- 2002-2004 :  Joventut Badalona (Liga ACB)
- 2004-2006 :  CB Valladolid (Liga ACB)
- 2006-2006 :  Azovmach Marioupol (1er division)
- 2007-???? :  Avellino (Lega A)

## Palmarès

### En club
- Champion de France Pro A en 2002 avec l'ASVEL
- Champion de Croatie en 1999
- Coupe de Croatie en 1999

### Avec l'équipe d'Italie
- Championnat d'Europe 2001 avec l'Italie (4 matchs)
- Championnat d'Europe 2003 avec l'Italie (7 matchs)